# South Yarra (Victoria)
South Yarra est une banlieue de Melbourne, Australie situé au sud-est du centre-ville.

## Personnalités
- Joseph Anderson (1790-1877), officier et homme politique britannique, y est mort.
- Freda Thompson (1906-1980), pionnière de l'aviation, y est née.